# لنز پنتاکس دی‌ای ۱۸–۵۵میلی‌متر
لنز پنتاکس دی‌ای ۱۸-۵۵میلی‌متر (به انگلیسی: Pentax DA 18-55mm lens) نام لنز دوربین عکاسی از نوع زوم می باشد که توسط شرکت پنتاکس تولید می‌شود. فاصلهٔ کانونی این لنز ۱۸ تا ۵۵ میلی‌متر، دیافراگم آن دارای ۶ تیغه و ضریب اف آن اف ۳٫۵ تا ۵٫۶ / اف ۲۲ تا ۳۸ است. این لنز در 2004 میلادی تولید و عرضه شده‌است.